# 신우구 (타오위안시)

신우 구의 위치

신우구(한국어: 신옥구, 중국어: 新屋區, 병음: Xīnwū Qū)는 중화민국 타오위안 시의 시할구이다. 넓이는 85.0166km2이고, 인구는 2015년 8월 기준으로 48,330명이다.

## 지리
타오위안 시 서남부 연해에 위치하고 동북쪽으로 관인 구, 중리 구, 서남쪽으로 양메이 구, 신주 현 신펑 향과 접하며 서쪽은 타이완 해협이다.